# Niedergösgen
Niedergösgen est une commune suisse du canton de Soleure, située dans le district de Gösgen.

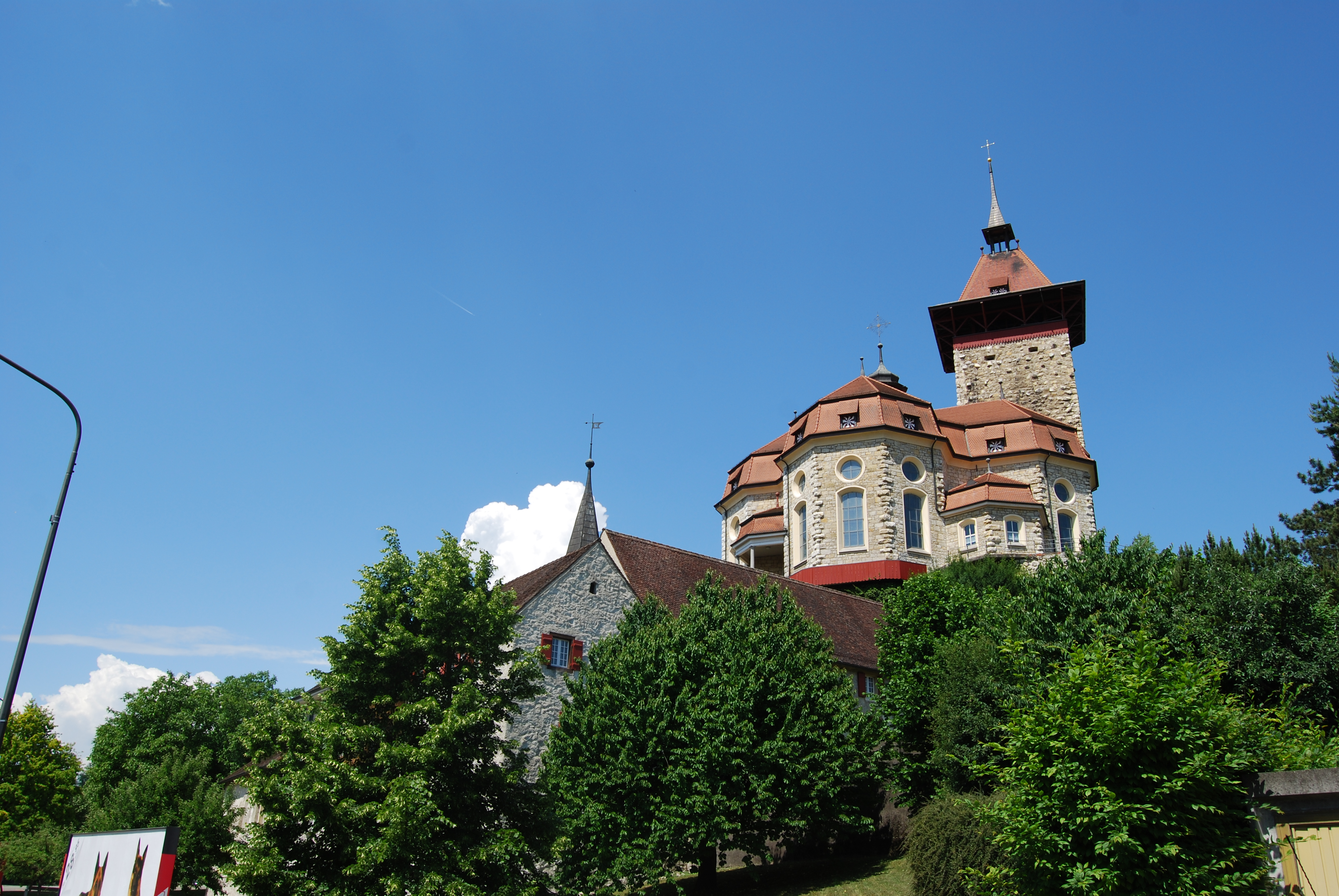
Niedergösgen

Vue aérienne (1955)

## Personnalités liées à la commune
- Katharina von Arx (1928-2013), artiste, journaliste et écrivaine suisse connue pour la restauration de la « Maison du Prieuré » à Romainmôtier, née à Niedergösgen